# HTV-3
L'HTV-3 è stata una missione di rifornimento della stazione spaziale internazionale, la terza effettuata con la navetta giapponese H-II Transfer Vehicle. La missione è stata lanciata il 21 luglio 2012 dalla piattaforma 2 del complesso di Yoshinobu del Centro spaziale di Tanegashima e ha raggiunto la stazione spaziale il 27 luglio. L'11 settembre, dopo 46 giorni, ha effettuato l'unberthing dalla stazione e si è distrutta nel rientro atmosferico due giorni dopo come programmato.

## Scopo
Gli scopi della missione erano:
- trasportare i rifornimenti alla stazione spaziale
- smaltire i rifiuti della stazione a termine missione
- testare le modifiche, tra cui i nuovi propulsori, l'Exposed Pallet-Multi-Purpose (EP-MP) e le funzionalità del Re-entry Data Recorder (i-Ball)

## Missione

### Carico della missione
Il carico della navetta era di circa 4600 kg:
Vano pressurizzato (3500 kg)
- 8 HTV Resupply Rack (HRR)
- Aquatic Habitat (AQH)
- JEM-Small Satellite Orbital Deployer (J-SSOD) e cinque satelliti CubeSat
- Re-entry Data Recorder (i-Ball), ReEntry Breakup Recorder (REBR)
- Reattore catalitico
- Pompa per la circolazione dell'acqua

Vano non pressurizzato (1100 kg)
- Multi-mission Consolidated Equipment (MCE)
- Space Communications and Navigation Testbed (SCAN Testbed)

La navetta ha trasportato diversi componenti per la stazione spaziale. Tra essi era presente l'Aquatic Habitat (AQH), un acquario usato per studiare gli effetti della microgravità su organismi acquatici, un reattore catalitico per il sistema di riciclaggio dell'acqua, una pompa per la circolazione dell'acqua nel circuito di raffreddamento del laboratorio Kibo e il componente J-SSOD per il lancio di satelliti CubeSat. Il Re-entry Data Recorder aveva lo scopo di raccogliere dati durante la fase terminale della missione, il rientro atmosferico. 
Nella Kounotori 3 sono state apportate modifiche rispetto alle navette precedenti:
- la sostituzione dei propulsori primari e del Reaction Control System con quelli prodotti da IHI Aerospace[6]
- l'utilizzo del nuovo Exposed Pallet-Multi-Purpose (EP-MP)
- l'utilizzo del Re-entry Data Recorder (i-Ball), un nuovo dispositivo per la raccolta dati durante il rientro, usato assieme al ReEntry Breakup Recorder (REBR)

#### Esperimenti scientifici
- il Multi-mission Consolidated Equipment (MCE) è una piattforma che può contenere fino a cinque esperimenti per l'Exposed Facility del laboratorio Kibo[7]. In questa missione, l'MCE ha trasportato i seguenti esperimenti:
  - Ionosphere, Mesosphere, upper Atmosphere, and Plasmasphere mapping (IMAP): l'esperimento IMAP aveva l'obiettivo di studiare tre meccanismi fisici che sono presenti sulla regione al confine tra l'atmosfera terrestre e lo spazio esterno[8]. Due camere hanno ripreso immagini dell'atmosfera superiore nelle bande del visibile, dell'infrarosso e dell'ultravioletto estremo per tre anni.
  - Global Lightning and Sprite Measurement Mission (GLIMS): l'esperimento GLIMS aveva lo scopo di osservare gli eventi luminosi transienti (Transient Luminous Events - TLE), e ottenere la loro distribuzione. I TLE sono scariche elettriche che avvengono nella ionosfera, come i cosiddetti spettri rossi. L'esperimento impiegava una camera fotografica CMOS, un fotometro, un interferometro VHF e un'antenna VLF[7].
  - Space Inflatable Membranes Pioneering Long-term Experiments (SIMPLE): l'esperimento era costituito da una struttura ultraleggera gonfiabile, e aveva lo scopo di studiare gli effetti di una lunga permanenza nello spazio di tali strutture.[7]
  - Robot Experiment on JEM (REXJ): il REXJ era costituito da un braccio robotico per lo studio delle sue funzionalità nello spazio. Questo esperimento è stato ideato per lo sviluppo futuro di robot in grado di assistere gli astronauti durante le attività extraveicolari.[9]
  - Assessment of Commercial-off-the-shelf, high definition television camera under exposed environment (COTS HDTV-EF): in questo esperimento è stata utilizzata una normale telecamera presente sul mercato (COTS) per valutare la sua resistenza nell'ambiente spaziale.[7]
- Space Communications and Navigation Testbed (SCAN Testbed): la struttura SCAN Testbed è stata utilizzata in test per comunicazioni radio e per i sistemi di posizionamento satellitare, utilizzando la tecnologia Software Defined Radio[10][11].
- International Space Station SERVIR Environmental Research and Visualization System (ISERV): l'ISERV era una camera azionata da Terra per acquisire immagini utili per studi dell'ambiente e per l'analisi di zone colpite da disastri[12].

### Pre-lancio
I componenti Pressurized Logistics Carrier (PLC), Unpressurized Logistics Carrier (ULC), e il modulo che contiene il sistema della propulsione sono stati inviati via nave dal porto di Nagoya il 9 agosto 2011 e hanno raggiunto il porto di Shimama dell'isola di Tanegashima. I moduli sono stati successivamente trasportati via terra al centro spaziale. A giugno 2012 sono stati assemblati tutti i moduli della navetta, il 1 luglio la navetta è stata racchiusa nel vano carico, e il 7 luglio quest'ultimo è stato installato nel lanciatore HII-B. Successivamente sono state condotte le ultime ispezioni.

### Cronologia

#### 21 luglio (lancio)
Il lancio della navetta Kounotori 3 è avvenuto il 21 luglio alle 11:05 JST. Dopo l'inserimento nell'orbita iniziale la navetta ha attivato i sistemi di bordo e ha stabilito le comunicazioni con il centro di controllo missione. 

#### 26 luglio

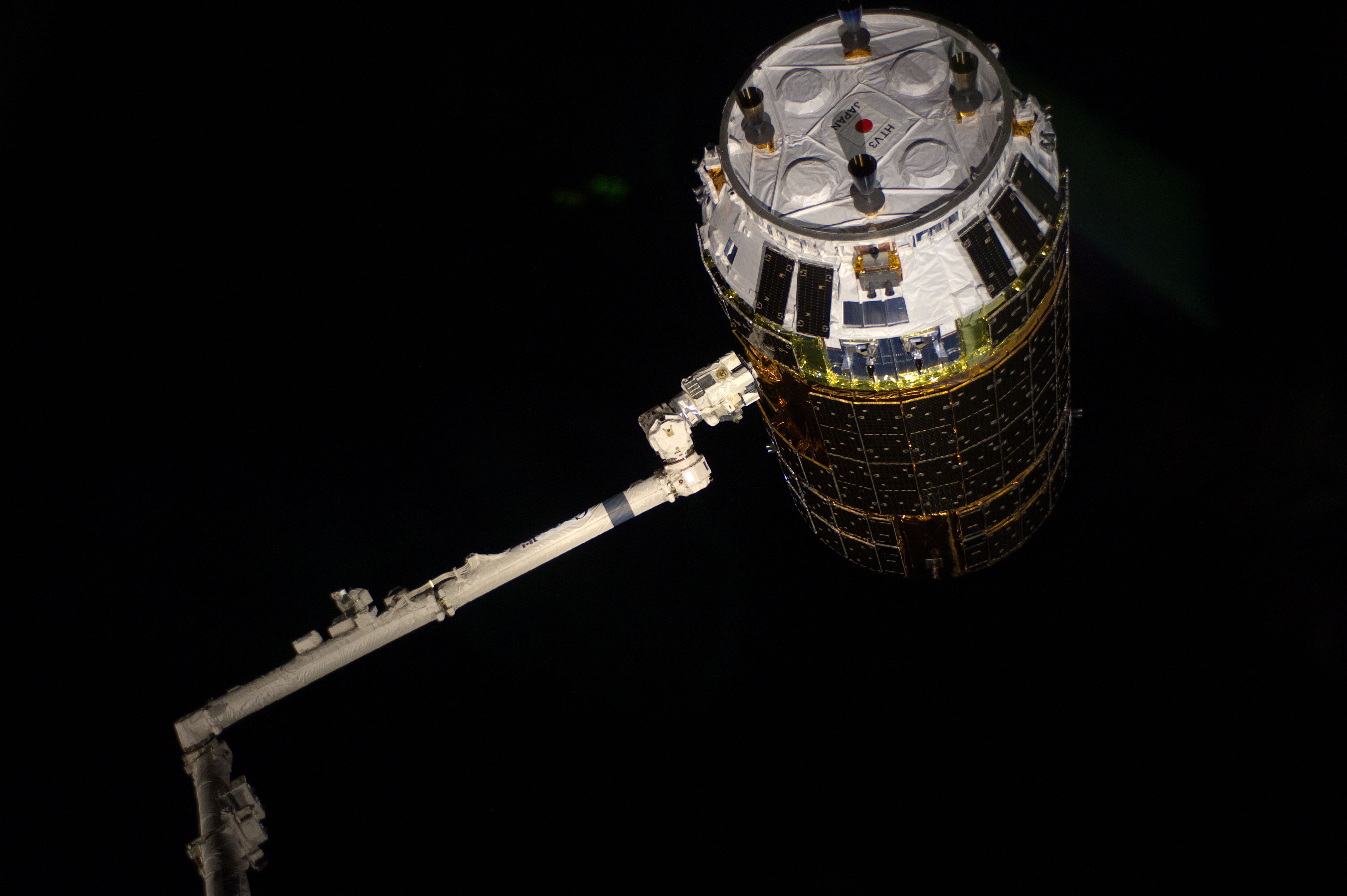
La navetta Kounotori 3 agganciata tramite il braccio robotico SSRMS

La Kounotori 3 ha effettuato la prima delle tre manovre Height Adjustment Maneuver (HAM) di avvicinamento alla stazione spaziale.

#### 27 luglio

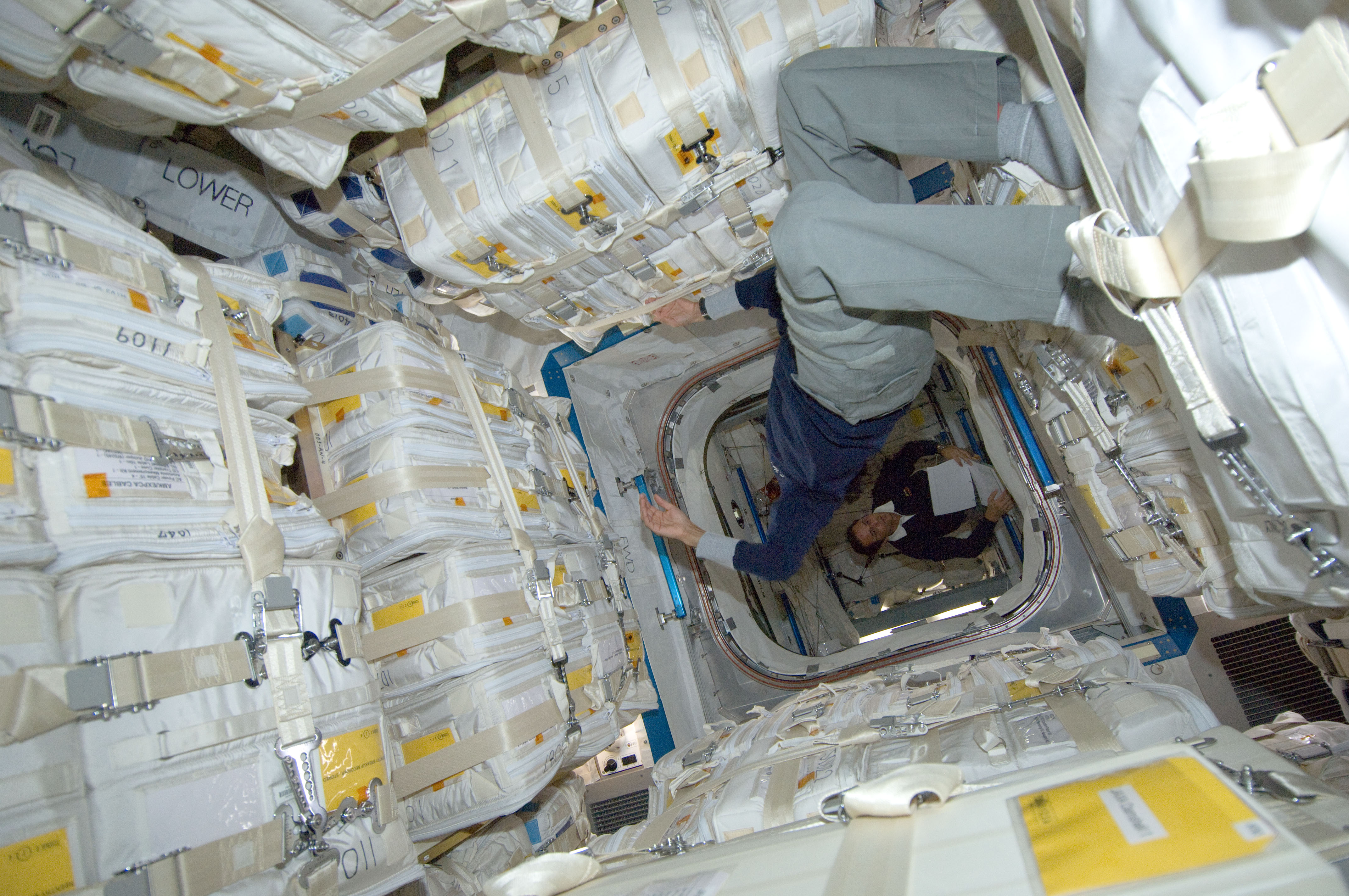
L'astronauta Sunita Williams all'interno del modulo pressurizzato

La navetta ha completato l'ultima manovra HAM, giungendo ad una distanza di 23 km dalla stazione. In quel punto ha attivato le comunicazioni con la stazione spaziale e ha iniziato l'avvicinamento tramite il sistema GPS. In questo tipo di navigazione, la navetta e la stazione scambiano i dati ricevuti dai rispettivi ricevitori GPS per calcolare la posizione reciproca. Alle 15:26 JST, la navetta ha raggiunto la distanza di 5 km, dove si è arresta in attesa del comando di autorizzazione all'avvicinamento finale. Alle 15:45 JST la Kounotori ha ripreso l'avvicinamento ed è giunta a 500 m dalla stazione alle 18:47 JST.

#### 28 luglio

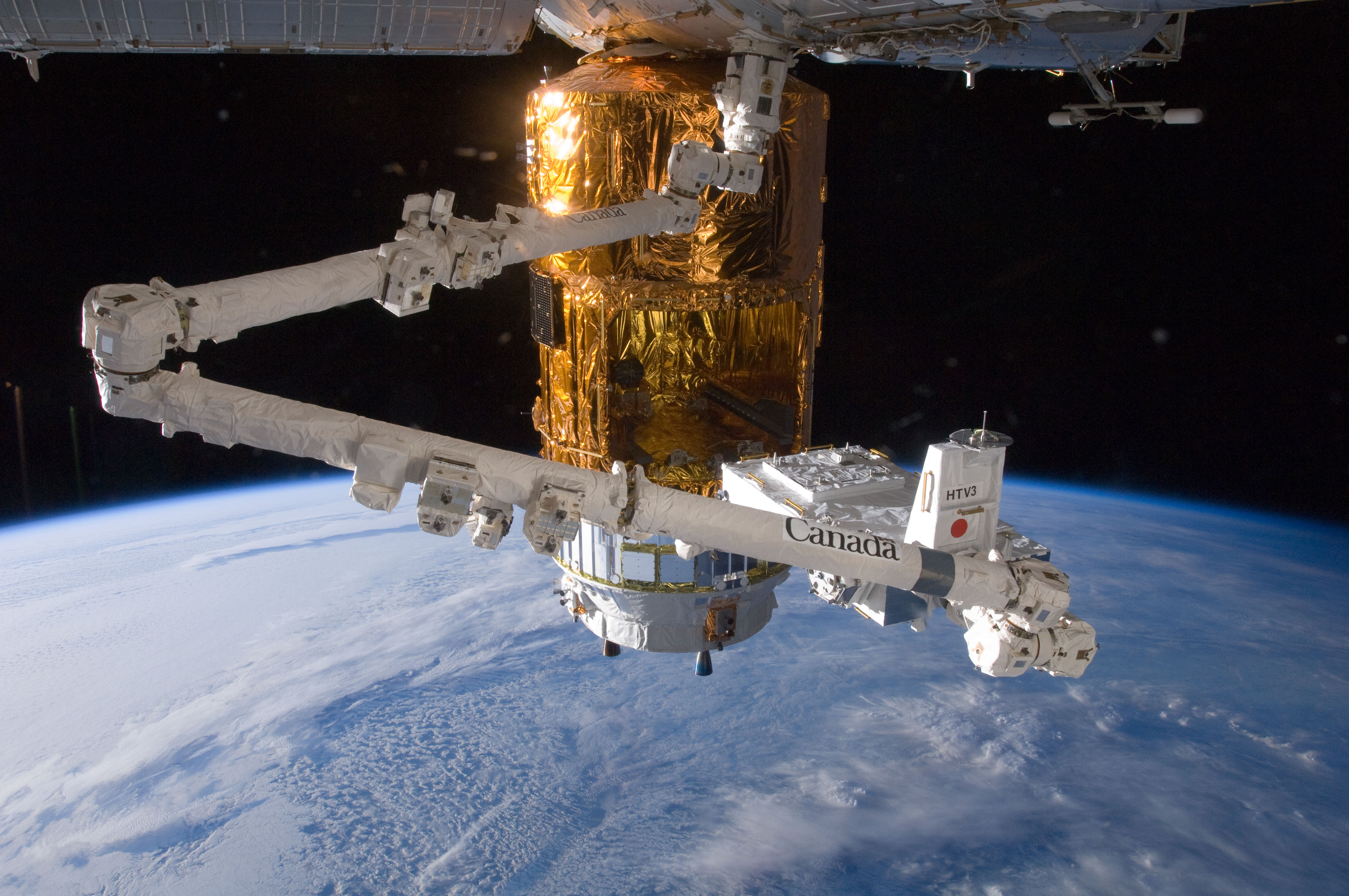
Il braccio robotico SSRMS rimuove l'Exposed Pallet dal modulo non pressurizzato della navetta

L'equipaggio ha effettuato il berthing tramite il braccio robotico della stazione e che l'ha connessa al modulo Harmony. 

#### 6 agosto
Gli astronauti hanno utilizzato il braccio robotico per rimuovere l'Exposed Pallet dal modulo non pressurizzato della navetta e lo hanno agganciato all'Exposed Facility del laboratorio Kibo.

#### 9 agosto
Il Multi-mission Consolidated Equipment (MCE) è stato spostato dal modulo non pressurizzato all'Exposed Facility tramite il braccio robotico JEM RMS del laboratorio Kibo.

#### 10 agosto
L'Exposed Pallet, che conteneva l'MCE e lo SCAN Testbed, è stato rimosso dall'Exposed Facility tramite il braccio robotico JEM RMS che lo ha passato al braccio robotico della stazione. Tramite quest'ultimo l'EP è stato infine riposto nel modulo non pressurizzato.

#### 12 settembre
Alle 22:59 JST dell'11 settembre sono stati chiusi i portelli tra la stazione e la navetta. La procedura di unberthing, tramite il braccio robotico della stazione è stata effettuata alle 20:50 JST del 12 settembre e posizionata nel punto di sgancio, a circa 10 m di distanza. 

#### 14 settembre (rientro)
La navetta Kounotori ha effettuato le tre manovre necessarie per l'uscita dall'orbita e il rientro atmosferico. Raggiunta l'altezza di 120 km, la navetta si è distrutta alle 14:27 JST del 14 settembre sopra ad un'area predefinita dell'oceano Pacifico del sud. Il Reentry Breakup Recorder (REBR) installato a bordo della navetta ha registrato e trasmesso diversi dati durante la fase finale del rientro. I dati, che comprendevano l'accelerazione, l'assetto, la temperatura, sono stati analizzati per comprendere meglio la disintegrazione della navetta. Assieme al REBR, la navetta conteneva anche il Re-entry Data Recorder (i-Ball), un dispositivo simile che è stato testato per la prima volta in questa missione. A differenza del REBR, che trasmetteva i dati durante il rientro atmosferico e veniva distrutto, l'i-Ball era progettato per resistere al rientro e ammarare tramite un paracadute.